# Anaplectoides egregia
Anaplectoides egregia är en fjärilsart som beskrevs av Eugen Johann Christoph Esper 1792. Anaplectoides egregia ingår i släktet Anaplectoides och familjen nattflyn. Inga underarter finns listade i Catalogue of Life.